# Víctor Sánchez del Amo
Víctor Sánchez del Amo, conegut com a Víctor (Madrid, 1976) és un exfutbolista madrileny que jugava com a migcampista, i que posteriorment ha fet d'entrenador de futbol. Va ser internacional amb la selecció espanyola.

## Trajectòria

### Jugador
Producte del planter del Reial Madrid, Víctor debutà amb el primer equip el 25 de maig de 1996 davant el Reial Saragossa. A la següent campanya ja jugà força partits amb l'equip madrileny i tingué un paper destacat en la conquista de la Champions League de 1998.
La temporada 98/99 deixà el Reial Madrid i passà al Racing de Santander, on anotà 12 gols, cosa que va cridar l'atenció d'un altre gran de la lliga, el Deportivo de La Corunya. Amb els gallecs guanyà la lliga 99/00. Víctor marcà quatre gols eixa temporada.
Amb el Depor va jugar la Champions League i guanyà la Copa del Rei del 2002. La temporada 02/03, contribueix a la tercera plaça del seu equip i a la següent es retroba amb el gol. Anota fins a set gols, una xifra prou elevada per a la seua posició, incloent-hi un hat-trick davant el Celta de Vigo.
No renova pel Deportivo i el 2006 marxa a la lliga grega, a les files del Panathinaikos FC, però, tot i que va arribar-hi en qualitat d'estrella, no triomfa a Grècia, i un any després retornà a la lliga espanyola, per jugar a l'Elx CF de la Segona Divisió, amb un contracte d'un any que no va renovar.

### Entrenador
La seva primera experiència com a entrenador arriba al desembre de 2010 quan es converteix en el segon entrenador del Getafe CF i ajudant de Míchel González. El 7 de febrer de 2012 es converteix en el segon entrenador del Sevilla FC, també com ajudant de Míchel.
El 6 de febrer de 2013 fitxa per l'Olympiakos FC grec com a segon entrenador de Míchel. La seva vinculació amb l'equip d'Atenes finalitza el 30 de juny de 2014 després de dues temporades en què van aconseguir dues Lligues i una Copa gregues.
El 9 d'abril de 2015 és anunciat com a nou tècnic del Deportivo de la Corunya, substituint a Víctor Fernández, convertint-se en el seu debut com a primer entrenador.
El 30 de maig de 2016, un cop finalitzada la lliga 2015-16, i després d'haver mantingut a l'equip a primera divisió durant dues temporades, fou destituït a causa de la falta d'entesa amb la plantilla i la directiva dels gallecs.
El 12 de novembre de 2006 va ser nomenat entrenador del Reial Betis en substitució del destituït Gustavo Poyet. El següent 9 de maig va dimitir.

## Selecció espanyola
Víctor va ser vuit vegades internacional amb la selecció espanyola entre el 2000 i el 2002. Amb la selecció sub-21 va guanyar l'Europeu de la categoria el 1998.